# Boulevard des États-Unis
Cet article possède des paronymes, voir Avenue des États-Unis et Place des États-Unis.
Le boulevard des États-Unis est une voie qui traverse le 8e arrondissement de la ville de Lyon, en France. Il a donné son nom au quartier des États-Unis.

## Situation et accès
Situé dans le 8e arrondissement, il est globalement orienté du nord-ouest au sud-est. Il croise notamment au nord l'avenue Berthelot et au sud l'avenue Viviani, qui le délimitent. Il est prolongé au nord de l'avenue Berthelot par l'avenue de l'Europe et au sud de l'avenue Viviani par l'avenue Irène Joliot Curie sur Vénissieux.

## Origine du nom
Nouvelle voie, le boulevard est nommé d'après les États-Unis d'Amérique, quelques jours après l'entrée en guerre de ce nouvel allié aux côtés de la France en 1917. Ce nom est attribué le 7 mai 1917, par délibération municipale.

## Histoire
Le boulevard actuel est créé au moment de l'édification du quartier des États-Unis par Tony Garnier au début du XXe siècle. Le boulevard est prévu pour relier la Guillotière à Vénissieux. Quand le quartier de Tony Garnier est bâti toutefois, le boulevard actuel n'existe que dans sa partie centrale entre les rues Sarrazin et Cazeneuve. Une autre portion est aménagée lors de l'édification de la partie sud du quartier. En 1959 la portion entre les rues Sarrazin et Professeur-Beauvisage est inaugurée. La partie nord, comprise entre la rue Paul-Cazeneuve et la place Mendès-France est ouverte à cette même période. Le boulevard qui butait au sud de l'avenue Viviani sur le mur de l'usine Coignet est prolongé après la démolition de cette dernière.

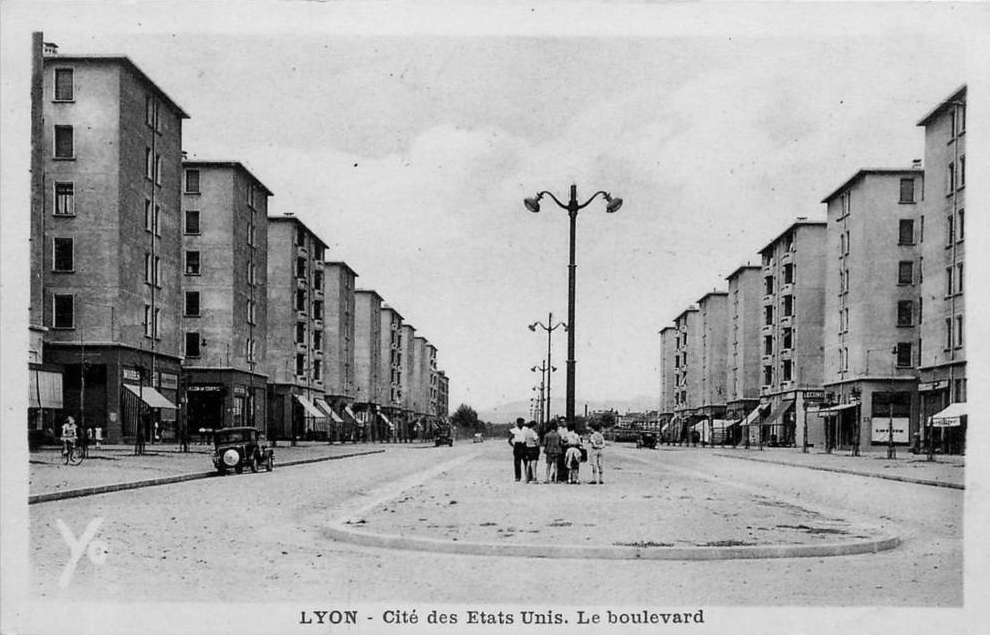
Carte postale de la cité des États-Unis en 1923.

Depuis 2009, le boulevard des États-Unis est parcouru, sur toute sa longueur, par la ligne 4 du tramway de Lyon.

## Architecture et éléments remarquables
Au 64 boulevard des États-Unis dans le 8e, se trouve le dernier abri antiaérien de la "Capitale de la Résistance" créé en 1938. Il avait un rôle préventif contre le danger des attaques aériennes. Aménagé avec des éléments en béton armé, il pouvait accueillir 500 personnes dans ses 130 mètres de long.
À la suite des travaux de la ligne de tramway T4 et en accord avec le musée urbain Tony-Garnier, l'abri est reconstruit par le Sytral, square Picod. Inauguré en septembre 2009, ce vestige de la Seconde Guerre mondiale fait aujourd'hui partie du musée urbain Tony Garnier qui organise parfois des visites.